# Can Baró
Can Baró este un cartier din districtul 7, Horta-Guinardó, al orasului Barcelona.

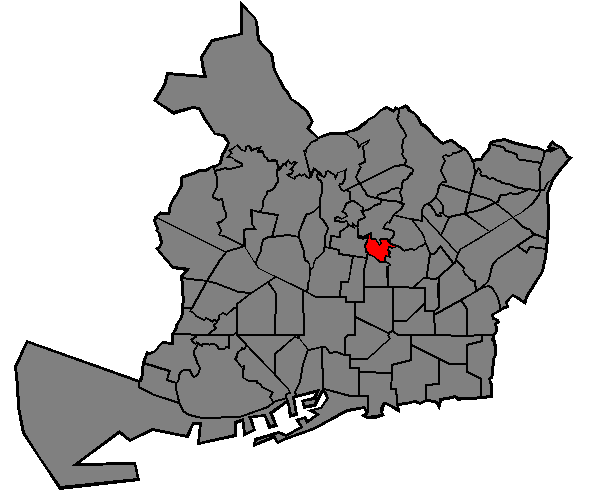
Cartier Can Baró